# Isaac D'Israeli
Isaac D'Israeli (født 11. maj 1766 i Enfield, Middlesex, død 19. januar 1848 i Bradenham, Wycombe, Buckinghamshire) var en engelsk litterærhistoriker.
D'Israeli var søn af en jøde, der 1748 indvandrede til London fra Italien. Økonomisk uafhængig, som han var, syslede han hele sit Liv ivrigt med litteratur og 
skrev en mængde bøger, hvis titler tilstrækkeligt røber indholdet: Curiosities of Litterature, hvoraf 1. bind kom 1791, Calamities of Authors (1812), Quarrels of Authors (1814). I en udgave af "Curiosities of Litterature" (1849) har sønnen, Lord Beaconsfield, givet en biografisk skitse af faderen.